# 군데 스반
군데 안데르스 스반(스웨덴어: Gunde Anders Svan, 1962년 1월 12일~)은 스웨덴의 전 크로스컨트리 스키 선수이다. 올림픽에서 금메달 4개, 은메달 1개 동메달 1개를 획득했고, 세계 선수권 대회에서 금메달 7개, 은메달 3개, 동메달 1개를 획득했다. 또한 크로스컨트리 스키 월드컵에서 종합 우승 5회를 달성했다.